# Desa Sekotong Barat
Desa Sekotong Barat är en administrativ by i Indonesien.   Den ligger i provinsen Nusa Tenggara Barat, i den sydvästra delen av landet, 1 000 km öster om huvudstaden Jakarta. Desa Sekotong Barat ligger på ön Lombok Island.